# Verapazbrug

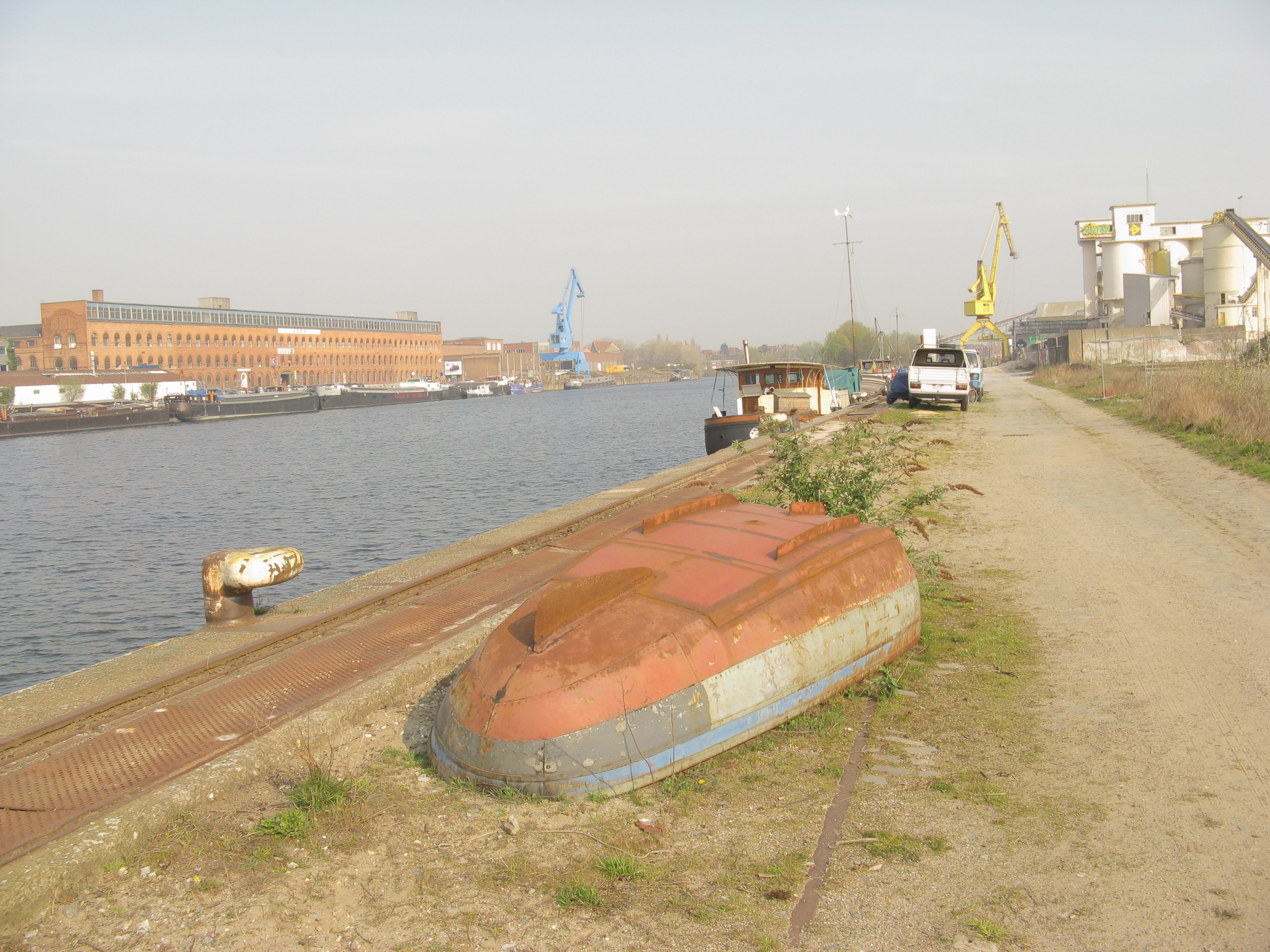
Het Handelsdok te Gent. De oeververbinding komt net voorbij de lange gevel (Acec) en de blauwe kraan.

De Verapazbrug (in vroegere plannen de Handelsdokbrug genoemd) is een dubbele verkeersbrug die in 2022-2025  gebouwd wordt en vanaf 11 juli 2025 de stadsring R40, over het Handelsdok zal leiden in de Belgische stad Gent.
De toekomstige brug - 2x2 rijstroken - zal de Muidelaan verbinden met de Afrikalaan, waarna de stadsring (kleine ring) R40 wat wijder zal lopen over de Afrikalaan-Koopvaardijlaan in plaats van over Dok-Noord - Dok-Zuid. De brug vormt daarmee tevens een nieuwe verbinding tussen de noordelijke R40 en de R4 en ontlast de omgeving van de Muide (en deels ook de Dampoort) van het drukke wegverkeer. Dok-Noord en Dok-Zuid, waar de stadsring R40 loopt, zal nadien verkeersluw gemaakt worden, en tramlijn 4 UZ Gent-Muide zal verlengd worden over het traject Muide - station Gent-Dampoort.
De bouw van dit alles is een onderdeel van de Oude Dokken, het herwaarderingsproject van de oude havendokken tot een nieuw woongebied.
Fietsers en voetgangers zullen bij de oversteek van het Handelsdok kunnen kiezen tussen drie fietsersbruggen (de Bataviabrug (Doornzelestraat), de Calcuttabrug (Metselaarsstraat), de Matadibrug (Kraankinderstraat)) en de geplande Verapazbrug.

## Naam
De naam Verapazbrug verwijst naar een 19e-eeuwse geschiedenis, toen op deze plaats in Gent (1843) kolonisten met de boot vertrokken richting Guatemala voor een project dat de volledig steun had van de toenmalige koning Leopold I van België. De bestemmingen waren onder meer Izabal en Verapaz.
Het avontuur eindigde op een faillissement in 1845. Sommige Belgen bleven er wonen en begonnen eigen initiatieven te ontwikkelen. In 2004 werd Oscar Berger president van Guatemala. Hij was een verre afstammeling van een inwoner uit Pesche in Wallonië.
In het verlengde van de Bataviaburg ligt de Doornzelestraat. Daar is sinds 2004 het opvanghuis voor dakloze asielzoekers gevestigd, met de naam Verapa. De naam is wat verbasterd, maar verwijst volgens de initiatiefnemers naar het immigratieprobleem van weleer.

## Geschiedenis
In 2012 werd een provinciaal ruimtelijk uitvoeringsplan goedgekeurd dat de bestemming van de nodige gronden wijzigde van woongebied en industrie naar zone voor publieke ruimte.
In juni 2018 is het project-MER goedgekeurd.
In september 2018 werd het project voorgesteld door het Agentschap Wegen en Verkeer samen met de stad Gent, Farys, De Lijn en De Vlaamse Waterweg. In november 2019 werd een omgevingsvergunning afgeleverd door de Vlaamse Regering.
In 2021 startten nutswerken. In februari 2022 startten de eigenlijke werken, om naar verwachting te eindigen in de zomer van 2024, later aangepast naar de zomer van 2025.
In juli 2022 werd op de werf driekwart van de oude grindbakken op de oever van Dok-Noord afgebroken, bekend als gedoogplaats voor graffiti als kunstvorm.
In juni 2022 werd een deel van de bestaande kaaimuur aan de oosterzijde getrokken door middel van trilblok en kabelkraan. Dit om plaats te maken voor een nieuwe combiwand bestaande uit buispalen en damplanken.
In de zomer van 2022 werden er aan de oosterzijde van de brug grondverdringende schroefpalen geboord op land.
In september 2022 werden er vanop ponton 106 betonnen heipalen geslagen met behulp van een kabelkraan en hydrohamer. Deze werden gegroepeerd in 4 zones. In het voorjaar van 2023 zullen deze heipalen omringd worden door een kofferdam. Achteraf moesten meer dan 100 micropalen worden bijgeboord tussen de reeds geslagen heipalen. Hierna werd er onderwaterbeton gestort en de kofferdammen van water onttrokken waardoor de pijlers van de brug konden worden geconstrueerd. Ondertussen werden er op land, ter hoogte van de grindbakken, grondverdringende schroefpalen aangebracht tussen de oude funderingspalen van de grindbakken.
In 2023 bleek het plaatsen van de funderingspalen voor de Verapazbrug moeilijker dan aanvankelijk gedacht, de ondergrond bevatte constructies die niet op de technische plannen stond waardoor een nieuwe funderingsstudie nodig was. De verwachte opleverdatum werd aangepast naar de zomer van 2025.
In het voorjaar van 2024 werd gestart met metalen buispalen te plaatsen vanop ponton naast de kofferdammen, dit door gebruik te maken van een hydrohamer en kabelkraan, om de bekisting te ondersteunen van het latere brugdek.